# Partnertausch (Film)
Partnertausch ist eine deutsche Filmkomödie von Thorsten Schmidt. Der Film wurde als „Fernsehfilm der Woche“ des ZDF erstmals am 17. September 2007 ausgestrahlt.

## Handlung

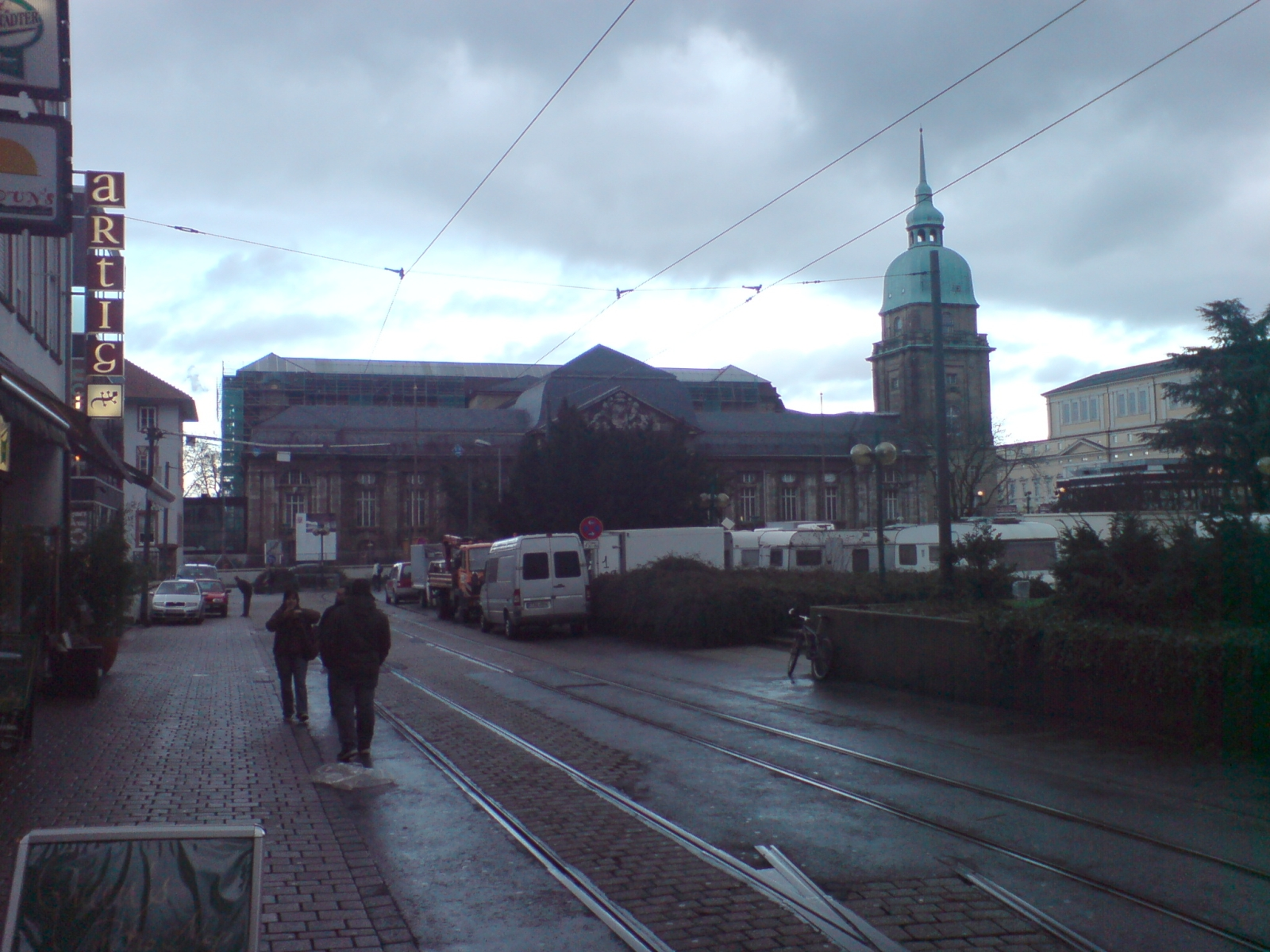
Drehort in Darmstadt

Andreas und Olaf sind seit ihrer gemeinsamen Schulzeit die besten Freunde. Nachdem sich ihre Wege anschließend trennten, treffen sie nun wieder aufeinander. Sie arbeiten beide in derselben Zuckerfabrik: Olaf ist dort als Geschäftsführer tätig und Andreas ist ein leitender Angestellter. Andreas hat vor mehr als zehn Jahren seine Jugendliebe Manu geheiratet, mit der er inzwischen einen gemeinsamen Sohn hat. Olaf ist eigentlich ein Draufgängertyp, der schon seit längerem mit Doreen verheiratet ist. Auf einer gemeinschaftlichen Grillparty unterbreitet Olaf den überraschenden Vorschlag zu einem Partnertausch. Er meint, dass ihre Beziehungen ein wenig neuen Schwung gebrauchen könnten. Manu lacht laut auf, um so ihren Schreck zu verbergen, Doreen schweigt empört und Andreas hält sich mit seiner Meinung zurück. Dennoch denken sie ernsthaft über den Vorschlag nach. Manu versucht Andreas davon zu überzeugen, dass ein Partnertausch gewisse Vorteile mit sich bringen könnte. Auch Doreen spricht sich nach anfänglichem Zögern schließlich dafür aus. Andreas ist noch immer nicht wirklich begeistert von dieser Idee. Aber da alle sich scheinbar einig sind, stimmt auch er am Ende zu. Sie setzen einen Termin fest und vereinbaren, dass anschließend nicht über diese Nacht gesprochen werden soll. Andreas ist der einzige, der versucht diese Verabredung doch noch rückgängig zu machen, während sich die anderen aktiv darauf vorbereiten. Olaf packt einen Koffer mit unterschiedlichen Sexspielzeugen und fährt damit zu Manu, während Andreas mit Doreen die Nacht in einem Hotel verbringen will. Er ahnt, dass diese eine Nacht das Leben der vier nachhaltig verändern wird.

## Kritiken
„Schade, mit etwas mehr Mut hätte das eine freche, schmissige Komödie über Ehe- und Liebeswirren werden können. Doch Story und Charaktere wagen keinen Schritt zu weit. So bleibt es eine betuliche Posse, die sich permanent für ihr Thema zu entschuldigen scheint. Regisseur Schmidt („Kubaner küssen besser“) kann es – besser.“

„Schade, dass diese „Dramedy“ […] sowohl im Komödiantischen als auch im Dramatischen scheitert. Nicht spitz, nicht anrüchig, nicht sexy und am Ende auch nicht konsequent und böse genug, ist dieser Film, um der einfachen, aber an sich spannenden Grundidee gerecht zu werden.“

„Der Film steht nun vor der Schwierigkeit, das Schweigegebot der vier Protagonisten ernst zu nehmen und doch alles und mehr zu berichten, was zwischen und in seinen Personen passiert. Und er, beziehungsweise Autor Don Schubert und die Regie, lösen diese Aufgabe bravourös. Was aus einer einzigen Abweichung in einer Viererkonstellation so alles folgen kann, das bewegt sich, rechnerisch gesehen, im Exponentialbereich […] „Nie im Leben würde ich auf die Idee kommen, mit jemand anders eine Nacht zu verbringen als mit Manu.“ Aber man hat halt nicht auf ihn gehört. Glücklicherweise. Denn sonst hätten wir ja diese vergnügliche Komödie nicht, die vor allem deshalb überzeugt, weil ihr Hintergrund eben doch sehr ernst ist.“